# Magosliget, Szabolcs-Szatmár-Bereg
Magosliget  este un sat în districtul Fehérgyarmat, județul Szabolcs-Szatmár-Bereg, Ungaria, având o populație de 289 de locuitori (2011). 

## Demografie
Componența etnică a satului Magosliget
     Maghiari (75,07%)
     Romi (24,09%)
     Ucraineni (0,84%)
Componența confesională a satului Magosliget
     Reformați (68,17%)
     Fără religie (6,92%)
     Necunoscută (24,91%)
     Alte religii (10,38%)
Conform recensământului din 2011, satul Magosliget avea 289 de locuitori. Din punct de vedere etnic, majoritatea locuitorilor (75,07%) erau maghiari, cu o minoritate de romi (24,09%).  Din punct de vedere confesional, majoritatea locuitorilor (68,17%) erau reformați, cu o minoritate de persoane fără religie (6,92%). Pentru 24,91% din locuitori nu este cunoscută apartenența confesională.